# 勧修寺顕道
勧修寺顕道（かじゅうじ あきみち、享保2年（1717年）9月13日 - 宝暦6年（1756年）5月18日） は、江戸時代中期の公卿。

## 官歴
- 享保12年（1727年）：勘解由次官
- 享保14年（1729年）：従五位上
- 享保18年（1733年）：正五位下
- 享保19年（1734年）：右少弁
- 享保20年（1735年）：蔵人、正五位上
- 元文2年（1737年）：権右少弁
- 元文3年（1738年）：右中弁
- 元文5年（1740年）：正四位下、蔵人頭、右大弁
- 元文6年（1741年）：正四位上
- 寛保2年（1742年）：参議、従三位
- 寛保3年（1743年）：左大弁
- 延享元年（1744年）：権中納言
- 延享4年（1747年）：正三位、左兵衛督
- 寛延3年（1750年）：賀茂伝奏、踏歌節会外弁
- 宝暦3年（1753年）：権大納言
- 宝暦4年（1754年）：従二位、神宮上卿

## 系譜
- 父：勧修寺高顕
- 母：万里小路尚房の娘
- 弟：万里小路政房
- 子：勧修寺敬明
- 子：勧修寺経逸